# Хантли, Джейсон
Джейсон Кайри Хантли (англ. Jason Kiree Huntley; 20 апреля 1998, Толидо, Огайо) — американский футболист, раннинбек клуба НФЛ «Филадельфия Иглз». На студенческом уровне выступал за команду университета штата Нью-Мексико. На драфте НФЛ 2020 года был выбран в пятом раунде.

## Биография
Джейсон Хантли родился 20 апреля 1998 года в Толидо в штате Огайо. Один из трёх детей в семье. Старшую школу он окончил в Арлингтоне в штате Техас. В выпускной год в составе её футбольной команды Хантли набрал на выносе 938 ярдов с 11 тачдаунами, его включили в сборную звёзд округа. В том же году он участвовал в чемпионате штата по лёгкой атлетике в составе эстафетной команды 4×400 метров. После окончания школы он поступил в университет штата Нью-Мексико.

### Любительская карьера
В 2016 году Хантли дебютировал в турнире NCAA. Он сыграл в одиннадцати матчах сезона, набрав 167 ярдов на выносе и 35 ярдов на приёме. В сезоне 2017 года его игровое время выросло. Хантли принял участие в двенадцати играх, четыре из них начал в стартовом составе. Суммарно в играх турнира он сделал пять тачдаунов. В Аризона Боуле в матче против «Юты Стейт» он занёс 100-ярдовый тачдаун на возврате начального удара, повторив рекорд университета.
Сезон 2018 года он провёл в статусе игрока стартового состава, сыграв в двенадцати матчах команды. На выносе Хантли набрал 505 ярдов с семью тачдаунами, на приёме — 529 ярдов с тремя тачдаунами. Перед началом следующего сезона его называли в числе возможных претендентов на награду Пола Хорнанга, присуждаемую самому универсальному игроку студенческого футбола. В 2019 году Хантли сыграл двенадцать матчей, в восьми из них набирая не менее 100 выносных ярдов. Всего он набрал выносом 1 090 ярдов. По среднему количеству ярдов, набираемых за попытку, он занял четвёртое место в NCAA. Свою студенческую карьеру Хантли завершил в статусе рекордсмена университета по количеству тачдаунов на возвратах начальных ударов.

#### Статистика выступлений в NCAA
| Сезон | Команда                 | Игры | Приём | Приём | Приём | Приём | Вынос | Вынос | Вынос | Вынос |
| Сезон | Команда                 | Игры | Rec   | Yds   | Y/A   | TD    | Att   | Yds   | Y/A   | TD    |
| ----- | ----------------------- | ---- | ----- | ----- | ----- | ----- | ----- | ----- | ----- | ----- |
| 2016  | Нью-Мексико Стейт Эггис | 11   | 8     | 35    | 4,4   | 0     | 40    | 167   | 4,2   | 1     |
| 2017  | Нью-Мексико Стейт Эггис | 12   | 39    | 363   | 9,3   | 2     | 71    | 435   | 6,1   | 1     |
| 2018  | Нью-Мексико Стейт Эггис | 12   | 47    | 529   | 11,3  | 3     | 109   | 505   | 4,6   | 7     |
| 2019  | Нью-Мексико Стейт Эггис | 12   | 40    | 192   | 4,8   | 2     | 154   | 1 090 | 7,1   | 9     |
| Всего | Всего                   | 47   | 134   | 1 119 | 8,4   | 7     | 374   | 2 197 | 5,9   | 18    |

### Профессиональная карьера
Перед драфтом 2020 года аналитик сайта НФЛ Лэнс Зирлейн характеризовал Хантли как лёгкого и подвижного бегущего, способного играть на выносе, приёме и возвратах. Помимо универсальности, к достоинствам игрока он относил умение быстро читать действия защитников, навыки ухода от захватов и качественную работу на маршрутах. Среди минусов Зирлейн выделял телосложение игрока, не подходящее для выносной игры через центральную зону, большое количество получаемых им ударов при контактах, небрежность в обращении с мячом и излишнюю склонность к смещениям на края поля. Хантли прогнозировался выбор в седьмом раунде либо приглашение в одну из команд в статусе незадрафтованного свободного агента.
Хантли был задрафтован «Детройтом» в пятом раунде под общим 172 номером. В июле он подписал с клубом контракт. На тот момент в составе «Лайонс» он был четвёртым по счёту бегущим. Хантли хорошо проявил себя во время предсезонных сборов, но перед началом регулярного чемпионата был отчислен во время сокращения составов, чтобы освободить место для ветерана Эдриана Питерсона. «Детройт» рассчитывал вернуть его в тренировочный состав, но с драфта отказов Хантли забрал клуб «Филадельфия Иглз». В дебютном сезоне в НФЛ он сыграл в пяти матчах регулярного чемпионата, набрав выносом 19 ярдов. Перед стартом чемпионата 2021 года клуб выставил его драфт отказов, а затем вернул в тренировочный состав.

#### Статистика выступлений в НФЛ

##### Регулярный чемпионат
| Сезон | Команда          | Игры | Приём | Приём | Приём | Приём | Вынос | Вынос | Вынос | Вынос |
| Сезон | Команда          | Игры | Rec   | Yds   | Y/A   | TD    | Att   | Yds   | Y/A   | TD    |
| ----- | ---------------- | ---- | ----- | ----- | ----- | ----- | ----- | ----- | ----- | ----- |
| 2020  | Филадельфия Иглз | 5    | 1     | 0     | 0,0   | 0     | 5     | 19    | 3,8   | 0     |
| Всего | Всего            | 5    | 1     | 0     | 0,0   | 0     | 5     | 19    | 3,8   | 0     |

* На 10 декабря 2021